# Succinato de sumatriptano
Succinato de sumatriptano ou Sumatriptani succinas é um composto químico. Ele é comercializado com o nome Imitrex.
Este remédio é a forma oral de administração do sumatriptano, uma sulfonamida que inclui o indol na sua estrutura.

## Propriedades físicas
- Aspecto - pó branco ou quase branco
- Solubilidade
  - ligeiramente solúvel no metanol
  - praticamente insolúvel no cloreto de metileno
  - facilmente solúvel na água